# Stężyca (województwo pomorskie)

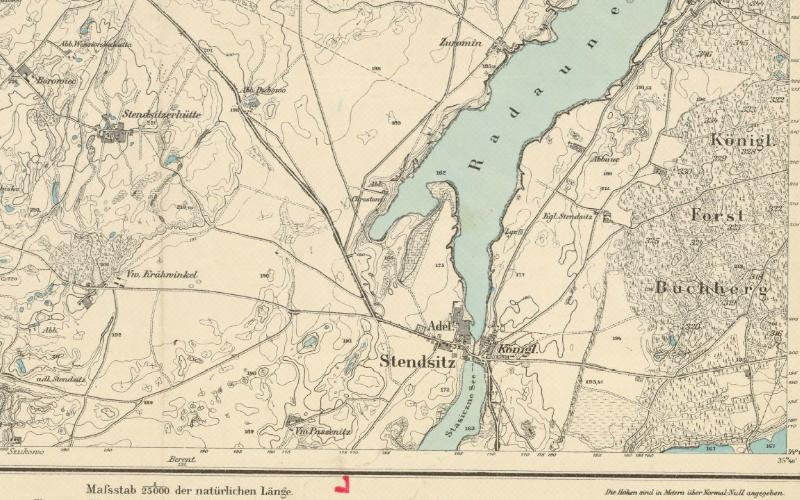
Mapa okolic Stężycy z 1875 roku

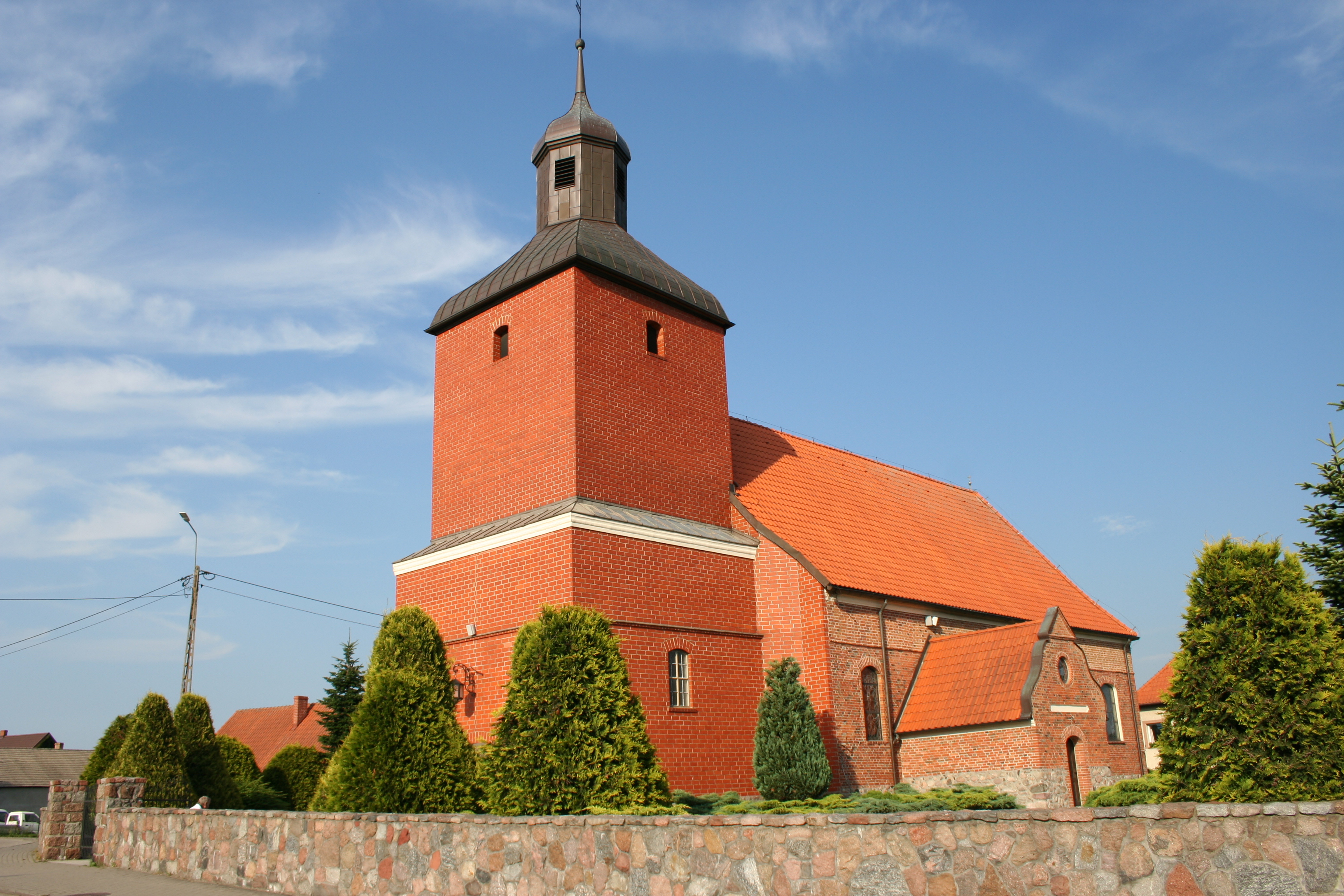
Kościół św. Katarzyny Aleksandryjskiej w Stężycy

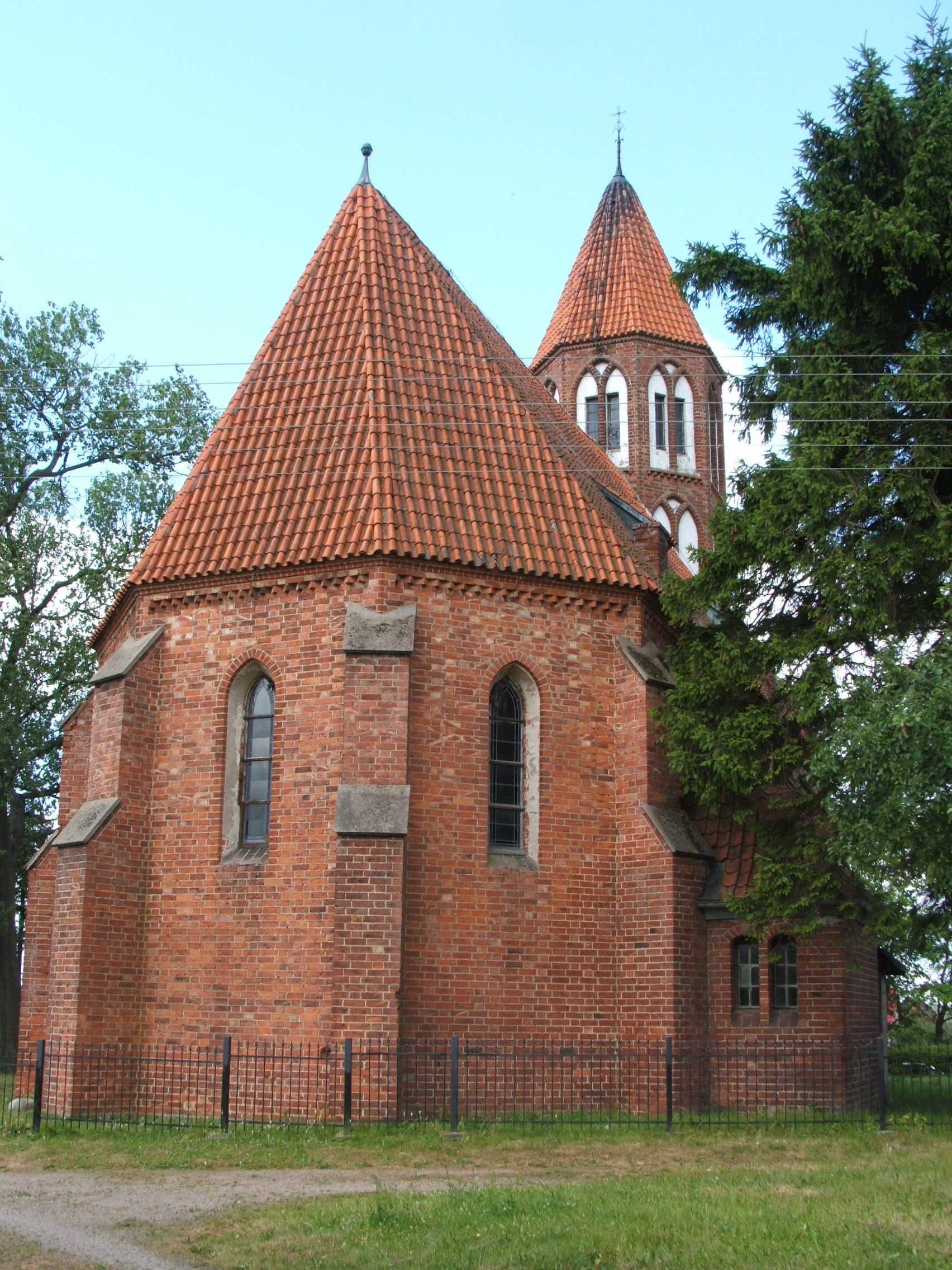
Kościół poewangelicki w Stężycy

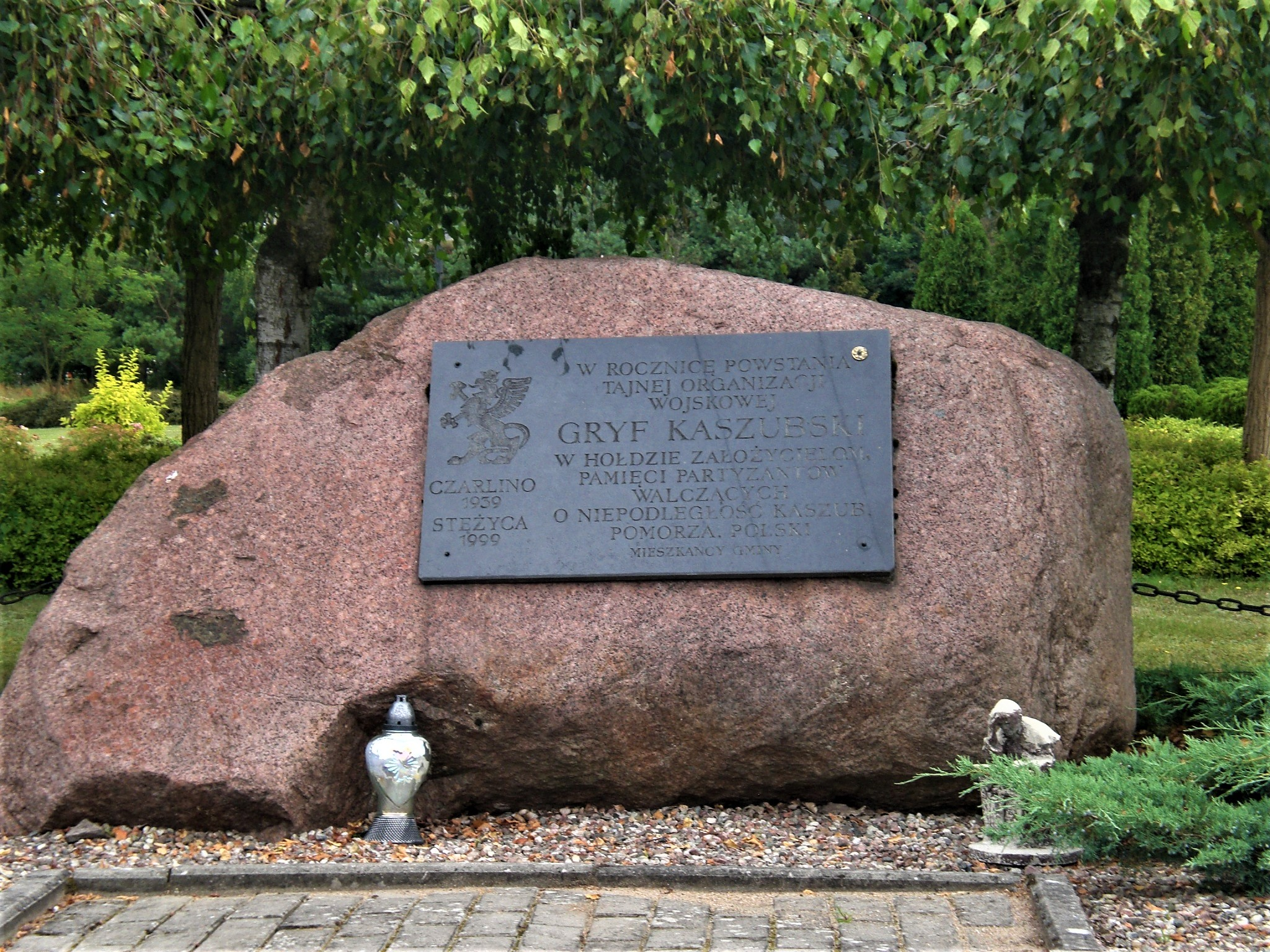
Tablica upamiętniająca powstanie Tajnej Organizacji Wojskowej „Gryf Kaszubski”

Stężyca (kaszub. Stãżëca; niem. Stendsitz) – wieś w Polsce, położona w województwie pomorskim, w powiecie kartuskim, w gminie Stężyca, na Kaszubach. Siedziba gminy Stężyca.
Stężyca 31 grudnia 2014 r. miała 2165 stałych mieszkańców, z których 2048 osób mieszkało w głównej części wsi. 
Wieś jest położona w centralnej części Pojezierza Kaszubskiego, między Jeziorem Raduńskim Górnym a Jeziorem Stężyckim na terenie Kaszubskiego Parku Krajobrazowego. Przez Stężycę prowadzi szlak wodny „Kółko Raduńskie” oraz trasa drogi wojewódzkiej nr 214. Kotlina na granicy Stężycy i Skorzewa zwana jest Jaskinią zbójców lub Grobem morderców. Stężyca znajduje się na żwirach oraz marglach. Pod względem rolniczego użytkowania przeważają gleby słabe V klasy bonitacyjnej.
Zabudowa wsi leży na wysokości od 150 do 190 m n.p.m.
Ok. 1 km na południowy wschód znajduje się kolejne jezioro – Lubowisko.
| SIMC    | Nazwa   | Rodzaj    |
| ------- | ------- | --------- |
| 0174131 | Pypkowo | część wsi |

## Historia
W XV wieku król Kazimierz Jagiellończyk ofiarował Stężycę Szlachecką radcy gdańskiemu Joachimowi von Becke za osiągnięcia podczas wojny trzynastoletniej. U schyłku XVI wieku ta część Stężycy była własnością Stanisława Kamińskiego. Następnie od roku 1648 należała do rodziny Łaszewskich, aż do roku 1764. Wówczas córka Michała Łaszewskiego, Regina, wyszła za mąż za Joachima Lewald-Jezierskiego.
W 1904 roku powstał Bank Ludowy (dzisiejszy Bank Spółdzielczy) założony przez dużą grupę mieszkańców Stężycy. Wśród założycieli banku byli – proboszcz parafii Stężyca ks. Leopold Pikarski, Franciszek Lew-Kiedrowski i Franciszek Wilczewski.
Do roku 1920 istniały dwie Stężyce: Szlachecka i Królewska (wcześniej Wielka i Mała). Granicę stanowiła Radunia – rzeka w centrum wioski łącząca Jezioro Stężyckie z Jeziorem Raduńskim Górnym. Stężyca Szlachecka znajdowała się na zachód od rzeki i była bardziej zaludniona od wschodniej części miejscowości.

## Zabytki
Według rejestru zabytków NID na listę zabytków wpisane są:
- kościół parafialny pw. św. Katarzyny Aleksandryjskiej z 1706 roku, nr rej.: 154 z 2.12.1961. Barokowy, przesłonięty wolutowym szczytem i oszalowaną wieżą z hełmem dzwonowym. Zachowany kompletny XVIII w. wystrój[8].
- kościół ewangelicki, XIX/XX w., nr rej.: 965 z 10.06.1986. Obecnie nie jest użytkowany, posiada ośmioboczną dzwonnicę na wpół wciągniętą w fasadę, zdobioną blendami o manswerkowym wypełnieniu[8].

## Sport i rekreacja

### Obiekty sportowe
- stadion piłkarski z bieżnią klubu piłkarskiego Radunia Stężyca. Radunia w latach 2022–2024 grała w II lidze[9][10].
- kompleks sportowy Orlik
  - boisko do koszykówki i piłki ręcznej
  - 2 stanowiska do siatkówki plażowej
  - boisko do piłki nożnej ze sztuczną murawą
- hala widowiskowo-sportowa
- sala gimnastyczna

### Rekreacja
- Promenada im. ks. Konrada Lubińskiego wraz z mariną wodną
- 2 kąpieliska
- Nadraduńskie Centrum Rekreacji

## Osoby związane ze Stężycą
- Bronisław Brunka